# Pseudocanthon chlorizans
Pseudocanthon chlorizans är en skalbaggsart som beskrevs av Bates 1887. Pseudocanthon chlorizans ingår i släktet Pseudocanthon och familjen bladhorningar. Inga underarter finns listade i Catalogue of Life.